# Lion-en-Beauce
Lion-en-Beauce – miejscowość i gmina we Francji, w Regionie Centralnym, w departamencie Loiret.
Według danych na rok 1990 gminę zamieszkiwało 97 osób, a gęstość zaludnienia wynosiła 14 osób/km² (wśród 1842 gmin Regionu Centralnego Lion-en-Beauce plasuje się na 1034. miejscu pod względem liczby ludności, natomiast pod względem powierzchni na miejscu 1286.).